# 赵郁
赵郁（1968年—），上海市人，中华人民共和国政治人物、第十二届全国人民代表大会北京地区代表。
毕业于宁夏大学电子政务专业，加入中国共产党。2013年，被选为全国人大代表。2018年2月24日，当选为第十三届全国人大代表。